# 萨迈翁
萨迈翁，是西班牙卡斯蒂利亚-莱昂萨拉曼卡省的一个市镇。 总面积31平方公里，总人口206人（2001年），人口密度7人/平方公里。